# Внутриматочная спираль

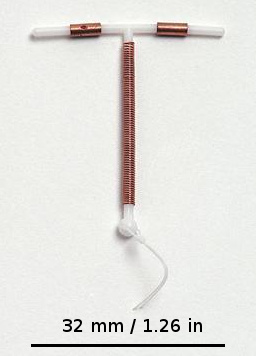
Медьсодержащая ВМС

Внутрима́точная спира́ль (ВМС) — внутриматочный контрацептив, представляющий собой небольшое приспособление из пластика с медью, которое тормозит продвижение сперматозоидов в полость матки, а также повреждает их, уменьшает срок жизни яйцеклетки. Внутриматочная спираль как метод контрацепции подходит гинекологически здоровым женщинам с регулярными, безболезненными, умеренными месячными.

## Описание

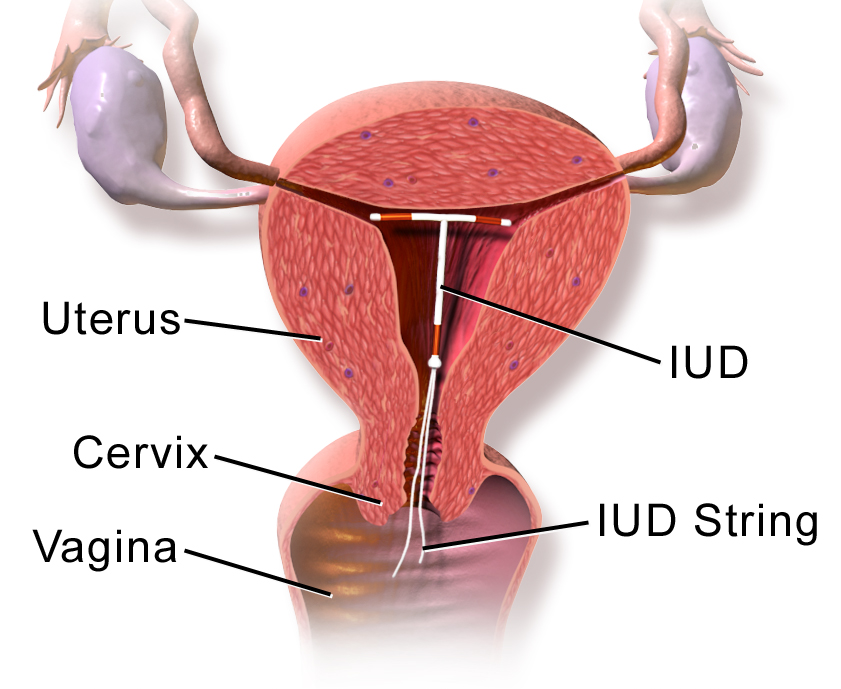
Положение спирали в полости матки

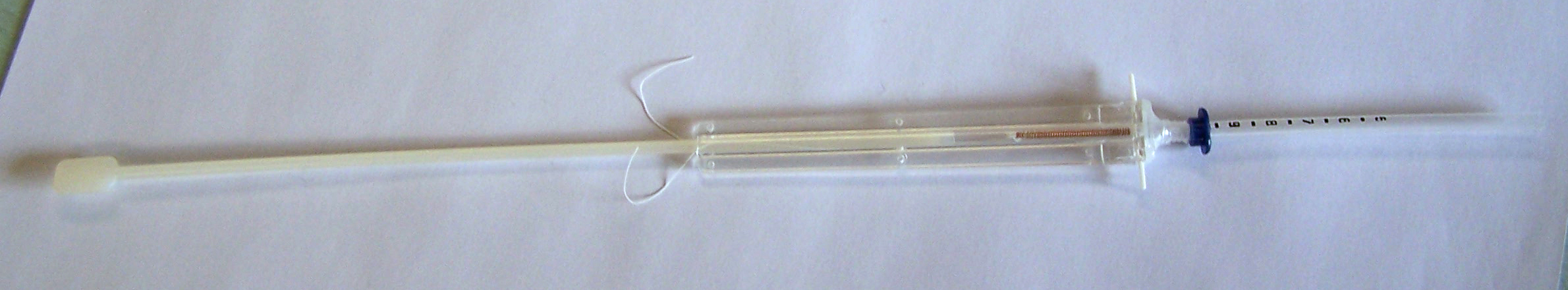
Одноразовый полимерный аппликатор для установки ВМС, градуировка наконечника для определения глубины введения в цервикальный канал аналогична градуировке маточного зонда

Внутриматочная спираль вводится в полость матки и препятствует прикреплению на слизистую матки оплодотворённой яйцеклетки. Многие ВМС содержат медь и серебро, которые способствуют возникновению ряда аномалий (хоть и незначительно, лишь на несколько пунктов превышая статистическую погрешность) и угнетают двигательную функцию сперматозоидов.
В качестве средства контрацепции внутриматочные спирали были впервые предложены в 1909 году. Первым внутриматочным средством было кольцо из шёлковых нитей. В 1926 году немецкий врач Эрнст Грэфенберг предложил использовать в качестве ВМС кольцо, сделанное из сплава с небольшим содержанием меди (бронза, латунь). Массовое использование внутриматочных спиралей началось только в 1960-е годы. В 1960 году американец Джек Липпс разработал так называемую «петлю Липпса», впервые использовав эластичный материал, что позволило свести к минимуму травматизацию тканей при установке спирали. В 1970-е годы стала использоваться медь в виде медной оплётки, что снижало частоту осложнений и увеличивало эффективность.
ВМС вводится на срок до 10 лет. Её вводит врач на 3−4 день от начала менструации. В это время шейка матки слегка приоткрыта, что облегчает установку спирали. Кроме того, в этот период беременность крайне маловероятна.
После установки спирали половую жизнь можно возобновлять на 8—10-й день. По истечении срока годности или в случае осложнений спираль легко удаляется врачом.
Если на фоне использования внутриматочной спирали всё же наступила беременность, при желании её можно сохранить. Повреждающего воздействия спирали на плод не выявлено, однако повышена частота угрожающих выкидышей.
Внутриматочная спираль может устанавливаться уже примерно через три месяца после родов.

## Типы внутриматочных спиралей
Все ВМС представляют собой небольшие гибкие устройства из пластика и меди, которые вводятся в полость матки.

### Негормональные
Медьсодержащие внутриматочные средства.

### Гормональные
Левоноргестрел-содержащие внутриматочные средства.

## Преимущества и недостатки
Преимущества:
- Высокая эффективность — от 2 случаев на 1000 до 2 случаев на 100 женщин в течение 10 лет использования, в зависимости от ВМС.
- Высокая надёжность — 0,6–2,0 по индексу Перля.
- Не требует ежедневного контроля.
- Длительность действия — 5−12 лет в зависимости от ВМС.
- После удаления ВМС фертильность восстанавливается сразу.

Недостатки:
- Не обеспечивается защита от инфекций, передающихся половым путём[8].
- Риск обезвоживания организма.
- Риск депрессии. [?]
- Ежемесячный контроль женщиной наличия нитей ВМС во влагалище после менструации.
- Возможна спонтанная экспульсия (выпадение) ВМС.
- Увеличивается риск развития воспалительных заболеваний области малого таза у женщин группы риска заражения ЗППП.

## Противопоказания
Противопоказаниями к введению внутриматочной спирали являются: беременность и предшествующая эктопическая беременность (увеличивается риск последней в 9 раз), кровотечения, анемия, туберкулёз гениталий, истмико-цервикальная недостаточность, полипоз цервикального канала, воспалительные заболевания органов малого таза (в том числе шейки матки и влагалища), злокачественные опухоли половых органов, лейкоплакия или псевдоэрозия, аллергия на медь.